# Груда (племе)
Груда (алб. Gruda) су племе и област у југоисточном делу Црне Горе, у области Малесија. Деле се на два рода Вуксагељиће и Берише. Према предању Вуксагељићи потичу од Вуксана Геље, који је због крвне освете побегао из области Сума изнад Скадра и настанио се у Грудама 1550. године. Берише потичу од Прифтаја, који се доселио из предела Шаље. Постоје извори према којима су се преци Груда доселили из Пипера и Херцеговине. Насеља у Грудама су Гурец, Диноша, Кршево, Ловка, Пикаљ, Прифти  и Селиште .